# Lago di Géronde
Il lago di Géronde (in francese Lac de Géronde) è un piccolo lago svizzero che si trova a Sierre (valle del Rodano), nel canton Vallese.

## Caratteristiche
Lo specchio d'acqua è situato in destra idrografica del Rodano a 523 m s.l.m., in comune di Sierre, ai piedi dell'omonima collina di Géronde. La sua superficie è di 5,5 ha. Un tempo il lago era un braccio del Rodano, che si è poi trovato isolato dal corso del fiume. Oltre al bacino principale sono presenti a nord-ovest due specchi d'acqua minori, detti «Petits lacs» e situati a breve distanza in direzione del centro cittadino. Poco a sud del lago transita, in trincea coperta, la strada principale 9.

## Fruizione
Il lago è raggiungibile a piedi dal centro storico in circa un quarto d'ora. È un luogo caro agli abitanti della cittadina, che amano trascorrervi momenti di tempo libero. Lo specchio d'acqua è balneabile, senza servizio di salvataggio. Sulla costa nord-ovest si trovano i Bains de Géronde, uno stabilimento balneare dotato di due ampi bacini per il nuoto e di vari servizi tra i quali un grande scivolo, spogliatoi e un piccolo bar. Lo specchio d'acqua è apprezzato fin dall'Ottocento anche per il suo pregio paesaggistico.